# Henry Paulson

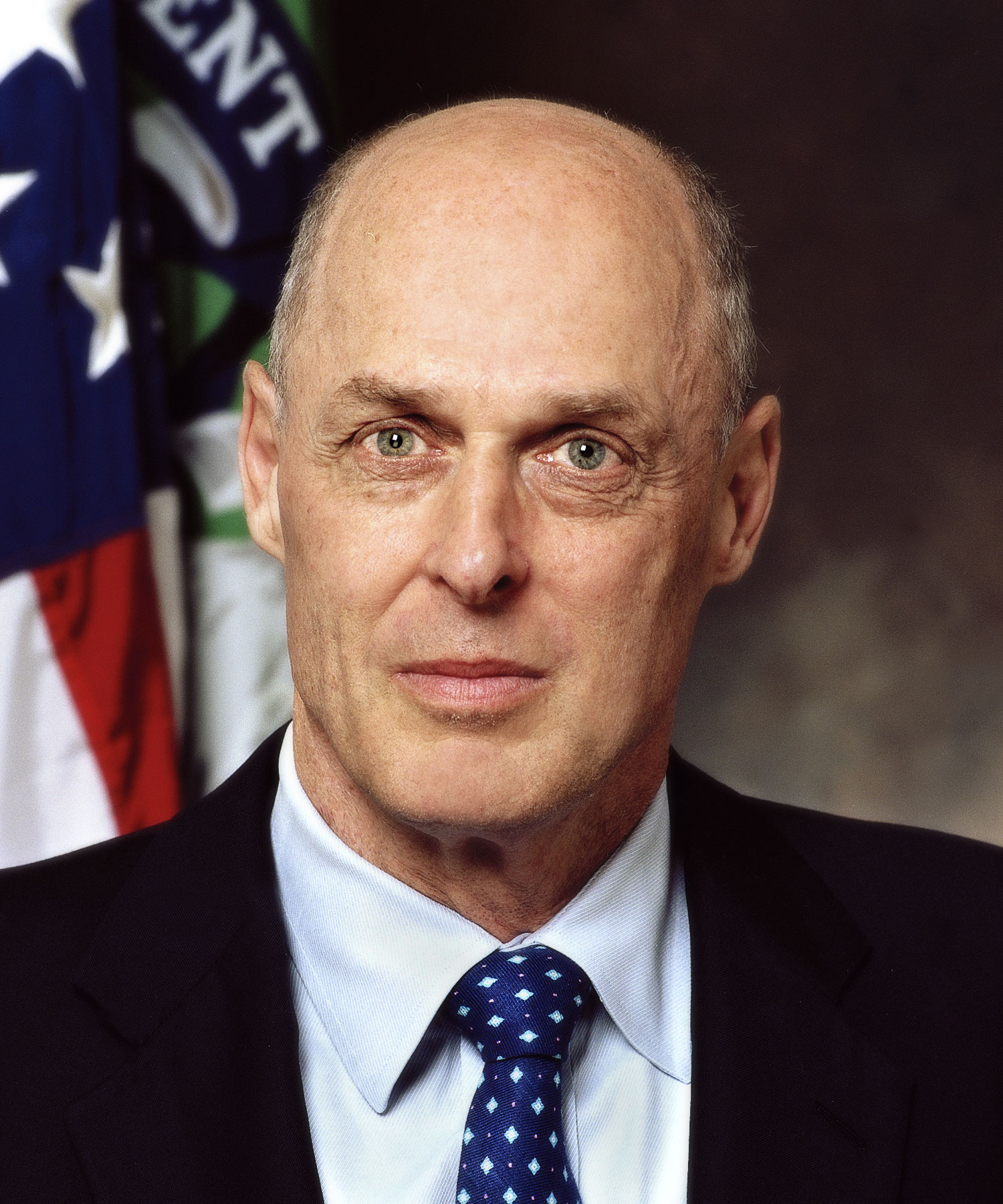
Henry Paulson (2006)

Henry Merritt „Hank“ Paulson Jr. (* 28. März 1946 in Palm Beach, Florida) ist ein US-amerikanischer Geschäftsmann und Politiker. Von 1999 bis 2006 war er Vorsitzender und CEO der Investmentbank Goldman Sachs. Am 30. Mai 2006 nominierte US-Präsident George W. Bush Paulson für das Amt des Finanzministers. Die Nominierung wurde vom Senat am 28. Juni 2006 bestätigt. Vom 3. Juli 2006 bis zum 20. Januar 2009 war Paulson als Nachfolger von John W. Snow der 74. Finanzminister der USA. Sein Nachfolger wurde Timothy F. Geithner aus der Regierung Barack Obamas.

## Leben
Paulson wuchs auf einem Landsitz in Barrington Hills, Illinois, auf. Er war Eagle Scout in der Pfadfinderbewegung Boy Scouts of America. Paulson schloss im Jahr 1968 mit einem Bachelor of Arts am Dartmouth College ab, wo er auch Mitglied der Studentenvereinigung Phi Beta Kappa war. Zudem war er Mitglied der All Ivy-League (Vereinigung aller acht amerikanischen Elite-Universitäten), der All East-League (Vereinigung aller renommierten Universitäten der US-Ostküste) und der Sigma-Alpha-Epsilon-Bruderschaft. Zu erwähnen sind seine Mitgliedschaft der Umweltschutzgruppe Green Key Society am Dartmouth College und seine Tätigkeit als Vorsitzender der dortigen Christlichen Wissenschaftsorganisation.
Später studierte er an der Harvard Business School, an der er 1970 den Master of Business Administration (MBA) erhielt. Dort lernte er auch seine Frau Wendy kennen. Paulson ist ein gläubiger Christ, ist verheiratet und hat zwei erwachsene Kinder.

## Karriere
Nach seinem Studium arbeitete er von 1970 bis 1972 in der Verwaltung des Verteidigungsministeriums der Vereinigten Staaten als Assistent des Staatssekretärs im Verteidigungsministerium (Assistant Secretary of Defense); 1972 fand er während der Präsidentschaft Richard Nixons eine Anstellung in der Verwaltung des Weißen Hauses. Hier wirkte er von 1972 bis 1973 als Assistent von John Ehrlichman, der später an der Watergate-Affäre beteiligt war.
Paulson wechselte im Jahre 1974 in eine Anstellung bei Goldman Sachs in Chicago. Hier durchlief er weitere Karrierestufen, sowohl in regionalen Niederlassungen als auch in der Konzernzentrale. Von 1983 bis 1988 leitete Paulson die Investment Banking Group in der Region Midwest und wurde Managing Partner der Niederlassung in Chicago. Von 1990 an leitete er die Investitionsabteilung der Bank als Co-Abteilungsleiter und wurde 1994 zum Chief Operating Officer (COO) ernannt. Im Juni 1998 trat er die Nachfolge von Jon Corzine auf dem Posten des General-Direktors und des Exekutiv-Direktors an. Paulsons Jahresverdienst betrug im Jahr 2005 rund 37 Millionen US-Dollar, und 2006 geschätzte 16,4 Millionen. Der Wert seines Vermögens wird auf über 700 Millionen US-Dollar geschätzt. Vor kurzem war er außerdem Vorsitzender der Handelsgruppe Financial Services Forum.
Paulson ist finanziell und ideell ein Unterstützer der Republikanischen Partei.

### Finanzminister

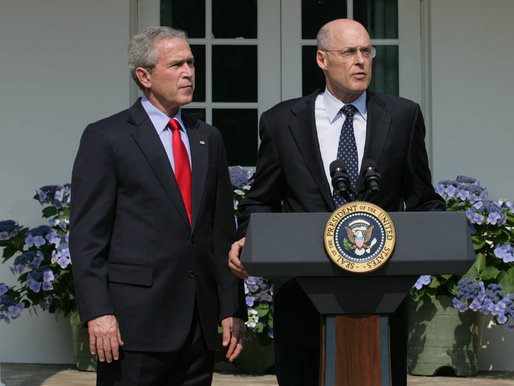
George W. Bush (links) bei der Vorstellung des neuen Finanzministers Paulson

Wie seine Vorgänger an der Spitze von Goldman Sachs (Jon Corzine und Robert Rubin) trat auch Paulson später wieder in den Staatsdienst. Im Mai 2006 berief ihn Präsident George W. Bush nach dem Rücktritt von John W. Snow als neuen Finanzminister in sein Kabinett. Der Senat bestätigte seine Kandidatur Ende Juni; offiziell wurde Paulson im Juli 2006 vereidigt. Paulsons früherer Arbeitskollege bei Goldman Sachs, Robert K. Steel, wurde sein Stellvertreter und zum Leiter des Fachbereichs „Inlands-Finanzen“ ernannt. Bemerkenswert ist, dass er das Problem der Kluft zwischen Arm und Reich in einer seiner ersten öffentlichen Ansprachen als Finanzminister thematisierte und damit die „Inequality Debate of 2006“ („Ungleichheits-Debatte 2006“) auslöste. Am 19. September 2008 – am Höhepunkt der US-Bankenkrise 2008 – wurde der sogenannte Paulson-Plan aufgelegt, ein auf 700 Milliarden US-Dollar veranschlagtes Rettungspaket für den US-amerikanischen Finanzmarkt.
Vor der Amtsübernahme musste Paulson sein Goldman Sachs-Aktienpaket im Wert von mehreren hundert Millionen US-Dollar verkaufen. Aufgrund einer Sonderregelung, die mit dem Ethics Reform Act of 1989 eingeführt wurde, musste er auf den Gewinn keinerlei Steuern zahlen.

### Umweltschutz
Paulson ist bekannt für sein Engagement für den Naturschutz. Als langjähriges Mitglied des Naturschutzverbandes Nature Conservancy war er zeitweise dessen Vorsitzender und Co-Vorsitzender dessen Asien-Pazifik-Rates. In dieser Funktion arbeitete Paulson eng mit dem früheren Präsidenten der Volksrepublik China, Jiang Zemin, zusammen, um die Tigersprung-Schlucht in der Provinz Yunnan (Südwest-China) zu retten. Er spendete überdies 100 Millionen US-Dollar seines Goldman-Sachs-Aktienpaketes für den Naturschutz und für Umwelterziehung. Paulson ist ebenso Mitglied des Beratergremiums des „Peregrine Fund“, der sich für den Schutz von Greifvögeln einsetzt. Er war Gründungsmitglied und Aufsichtsratsvorsitzender der Managerschule „School of Economics and Management der Tsinghua Universität“ in Peking.

## Schriften (Auswahl)
- mit Timothy F. Geithner, Ben S. Bernanke: Firefighting: The Financial Crisis and Its Lessons. Penguin, New York 2019, ISBN 978-0-14-313448-0.
- Dealing with China. New York : Grand Central Publishing, 2015.